# جامع أم القرى
جامع أم القرى أحد مساجد العراق الحديثة والكبيرة التي شيدت وبنيت في عهد الرئيس السابق صدام حسين في بغداد، وسمي بجامع أم المعارك لأنه كان الأسم الرسمي لحرب الخليج الثانية في العراق، ولقد بدأ تنفيذ بناء المسجد في أواخر عام 1999م، واكتمل البناء في شهر نيسان من عام 2001م، ولقد كلف بناؤه في وقتها 7.5 مليون دولار تقريبا، وبعد الغزو الأمريكي للعراق في عام 2003م تغير أسمه، وسمي المسجد بجامع أم القرى وأصبح مقراً لهيئة علماء المسلمين، وفي عام 2012 شغل مباني الجامع رئاسة ديوان الوقف السني.
وتقام فيهِ حالياً صلاة الجمعة وصلاة العيدين والصلوات الخمس.

## التصميم الهندسي
صمم مبنى الجامع بشكل مستطيل وبمساحة 20 ألف م2، ومصلى الحرم الرئيسي على شكل دائرة تحيط بهِ أربعة أبراج، ويبلغ قطر دائرة الحرم 32 متراً ويبلغ ارتفاعها من الداخل 28 متراً ومن الخارج 37 متراً، وحول المسجد أربعة ابراج خارجية بارتفاع 42 متراً، وفيهِ مصلى صيفي يتسع لأكثر من 900 مصل، ويحتوي على موقفين للسيارات يسع كل منهما 200 سيارة.
وبني المسجد على هيئة وشكل خارطة كبيرة للوطن العربي وفي موقع العراق وضعت نجمة ثمانية الشكل، وتصميم المسجد كذلك كان على هيئة نجمة ثمانية كبيرة والتي تعتبر هذهِ النجمة الثمانية رمزاً لكل الصروح العمرانية التي شيدت في عهد الرئيس السابق صدام حسين.
ولقد صممت منائر المسجد على شكل فوهة البندقية الرشاش والمعروف بسلاح الكلاشنكوف الروسي والذي كان يستخدمهُ صنف المشاة في الجيش العراقي، وصمم موقف السيارات بشكل يمثل هيئة مخزن رشاشة (مخزن عتاد).
وهيئة المسجد على شكل خارطة الوطن العربي حيث ان البحار المحيطة بالوطن العربي ممتلئة بأحواض بحيرات ماء داخل المسجد.

## تفجير جامع أم القرى
في ليلة يوم الأحد المصادف 28 آب/أغسطس 2011م، وإثناء قيام المصلين داخل المسجد بإداء صلاة التراويح قام شخص انتحاري بتفجير نفسه داخل المسجد بالقرب من رئيس ديوان الوقف السني في العراق الشيخ أحمد عبد الغفور السامرائي، ولقد أدى الأنفجار إلى مقتل 6 أشخاص من بينهم نائب في البرلمان العراقي يدعى خالد الفهداوي وطفلان لم يتجاوزا الخامسة من العمر وأصيب حوالي 12 شخصاً بجروح، بينما نجى أحمد السامرائي.